# Kinematograf

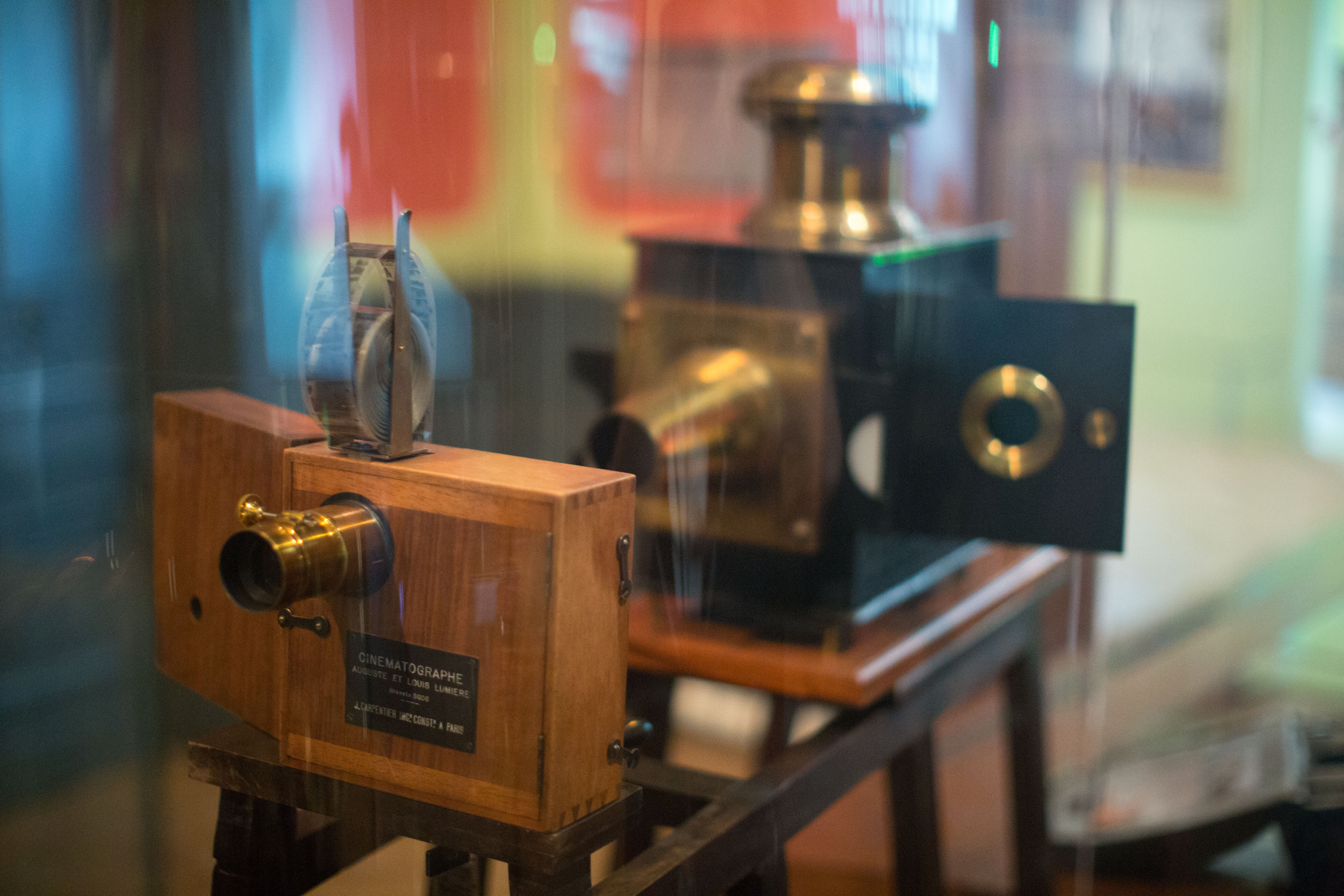
En kinematograf på Institut Lumière.

Kinematograf (även cinematograf eller cinématographe) är en fotografisk apparat som fungerar som en filmkamera och uppvisningsapparat och är en tidig filmprojektor. Den första visningen med en kinematograf genomfördes den 22 mars 1895 i Paris.

## Princip
Kinematografins princip baseras på ögats tröghet, det vill säga ögats oförmåga att kunna särskilja hastigt på varandra följande bilder (ljusintryck). Trögheten visar sig genom att en bild kvarstår på näthinnan ett ögonblick sedan orsaken därtill upphört. Träffas därför näthinnan av flera bilder som följer på varandra med korta mellanrum, uppfattar ögat dem som en enda kontinuerlig bild. Om nu en sådan serie bilder återger olika faser av en rörelse, får ögat intrycket av en kontinuerlig rörlig bild. För att rörelsen ska upplevas som kontinuerlig fordras omkring 15 bilder per sekund.

## Historia

Lumières mekanism för intermittent filmtransport.

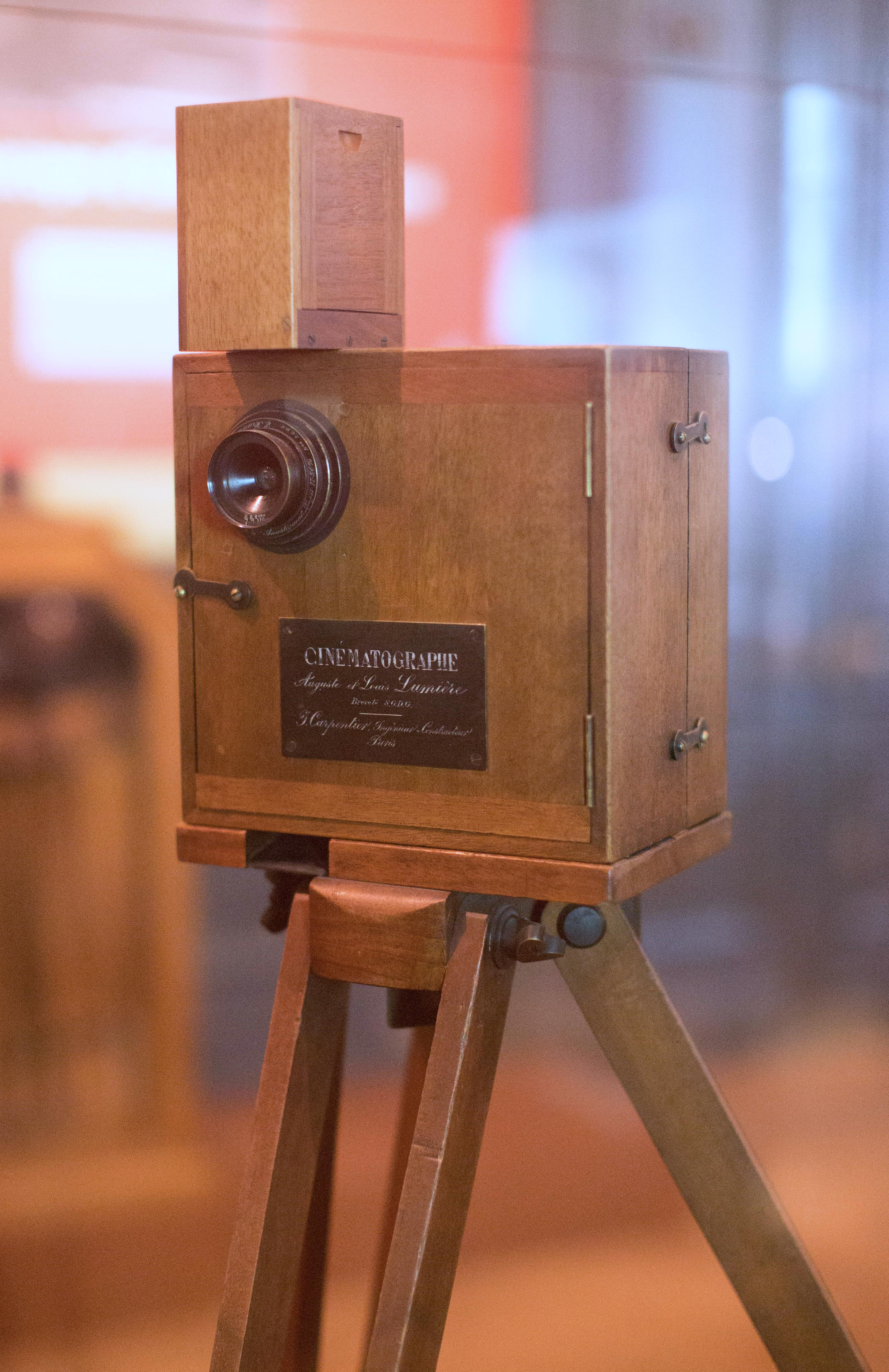
En kinematograf på Institut Lumière.

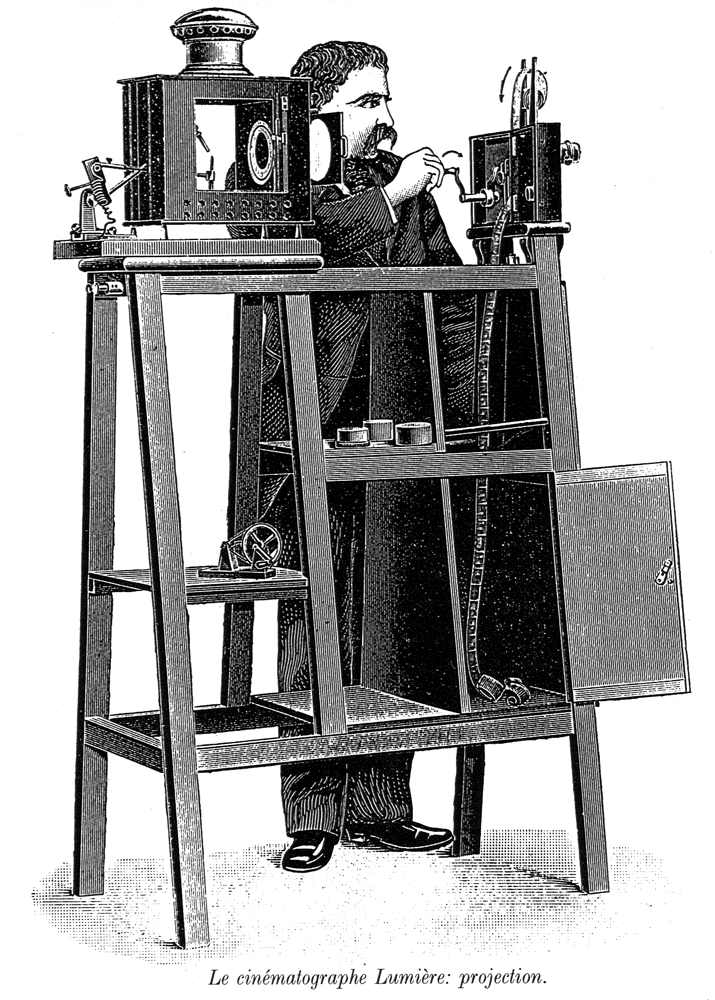
Filmvisning med en kinematograf.

Den första gången ordet "Cinématographe" dyker upp är i ett franskt patent (nr 219 350) utfärdat 12 februari 1892 till Léon Bouly för en fotografisk apparat som kunde ta en serie bilder. Den kallades för Cinématographe Bouly och använde en film som var mellan 38 och 48 mm bred, osäkerheten beror på att apparaten aldrig tycks ha demonstrerats och inga filmer finns bevarade. Filmen saknade perforering och fördes framåt intermittent (inte kontinuerligt) med brutna rullar. Den 27 december 1893 tog Bouly ut ett patent (nr 235 100) på en version av apparaten som även kunde projicera filmerna. Sedan försvinner Bouly från filmhistorien, innan den ens hade börjat.
Louis och Auguste Lumière fick den 13 februari 1895 ett patent (nr 245 032) för sin cinématographe, en kompakt apparat som kunde spela in film, kopiera och visa den. Den använde 35 mm film med perforering och intermittent transport med hjälp av ett par klor. Filmremsorna var cirka 15 meter långa, vilket räckte för någon minuts visning. Lumières "cinématographe" saknade uppspolningsmöjlighet och varje filmremsa fick rinna ner i en sammetsklädd låda. Andra som försökte utveckla filmapparater 1896 med liknande namn som Cinématographe var: Naish, Rosenberg, Wrench (Cinematograph), Pipon (Cinématographe Perfectionné), samt Cinématographe Normandin-Joly och Cinématographe Pirou.

### Tidiga demonstrationer
- Den 22 mars 1895 demonstrerades apparaten i Paris för ett sällskap med syfte att uppmuntra den nationella industrin. Då presenterades den som Kinetoscope de projection. En film visades, La sortie des ouvries de l'usine Lumière. Publiken var så förvånad att de bad att få se den igen, den första reprisen.
- Den 30 mars 1896 ger Lumière ett tillägg till patentet, eftersom de modifierat frammatningsklon till en triangel inuti en ring; perforeringen var rund. Detta är första gången de kallar apparaten för Cinématographe.
- Den 17 april 1895 demonstrerar Lumière apparaten vid Sorbonne i Paris. Samma film som tidigare visas.
- Ännu ett tillägg till patentet sker den 6 maj 1895, ett filmmagasin har lagts till ovanför bildfönstret.
- Den 10 juni 1895 demonstreras Lumière Cinématographe för Congres des Sociétés Francaises des Photographie i Lyon. Åtta filmer visas och två spelas in och visas två dagar senare i slutet av den bankett som avslutade kongressen. De åtta filmerna: La sortie des usines Lumière, Une lecon de voltige, Les Forgerons, La Pêche aux poissons rouges, Attaque du feu, Le repas de Bébé, Place des Cordeliers, Le jardinier et le petit espiegle.
- Samma filmer visades den 11 juli 1895 för 150 personer på Revue Générale des Sciences Pures et Appliquées redaktion i Paris. Publiken satt på båda sidor om duken.
- Lumière hade glömt att söka patent i USA och när de får det (nr 579 882) den 6 september 1895, så är det en vecka efter att Armat och Jenkins fått sitt patent, ett dyrbart misstag.
- Den 21 september 1895 demonstreras Cinématographe för Antoine Lumières familj och vänner i La Ciotat. Den 10 november äger en demonstration rum för Association Belgé de Photographie i Bryssel. Två dagar senare för Literary & Artistic Circle och dagen efter för ännu ett sällskap. Den 16 november äger en ny demonstration rum på Sorbonne.
- Första kommersiella visningen den 28 december 1895 i Salon-Indien, en liten källarlokal i Grace Café, Boulevard des Capucines 14 i Paris.
- Första större visningen i Stockholm genomfördes på Allmänna konst- och industriutställningen 1897. Själva kinematografen fanns i utställningens miniatyrstad Gamla Stockholm och denna tidiga form av filmteater räknas som Stockholms första biograf.

## Tryckt källor
- Tidskriften Film History, vol 7, nr 2 1995 är helt ägnat "A Chronology of Cinema 1889-1896"
- Victorian Cinema: Cinematograf